# Unione Sportiva Triestina 1929-1930
Questa voce raccoglie le informazioni riguardanti l'Unione Sportiva Triestina nelle competizioni ufficiali della stagione 1929-1930.

## Stagione
Nella stagione 1929-1930 si è concluso il lungo iter che ha portato il calcio italiano ad avere un massimo campionato di calcio a girone unico, denominato Serie A. La Triestina ha avuto l'onore di esserci in questo evento di eccellenza. Allenata dal confermato tecnico austriaco Rudolf Soutschek. Nelle 34 partite ha raccolto 28 punti, appena sufficienti per mantenere la prestigiosa categoria. Sono retrocesse in Serie B il Padova con 26 punti e la Cremonese con 16 punti. Lo scudetto è stato vinto dall'Ambrosiana-Inter con 50 punti, 2 in più del Genova 1893. Miglior realizzatore dei giuliani è stato Renato De Manzano che ha firmato 11 reti.

## Divise
| Prima divisa |

## Organigramma societario
Area direttiva
- Presidente: Ettore Tardivello

Area tecnica
- Allenatore: Rudolf Soutschek

## Rosa
| N. |                     | Ruolo | Calciatore         |
| -- | ------------------- | ----- | ------------------ |
|    | Italia (bandiera)   | P     | Alessandro Bonetti |
|    | Italia (bandiera)   | P     | Starec Stoian      |
|    | Italia (bandiera)   | D     | Guglielmo Cudicini |
|    | Italia (bandiera)   | D     | Lorenzo Gazzari    |
|    | Italia (bandiera)   | D     | Italo Righetti     |
|    | Italia (bandiera)   | C     | Andrea Capitanio   |
|    | Italia (bandiera)   | C     | Bruno Castellani   |
|    | Italia (bandiera)   | C     | Bruno Kazianka     |
|    | Italia (bandiera)   | C     | Marčelo Kufersin   |
|    | Italia (bandiera)   | C     | Coriolano Palumbo  |
|    | Ungheria (bandiera) | C     | Rudolf Plemich     |

| N. |                   | Ruolo | Calciatore               |
| -- | ----------------- | ----- | ------------------------ |
|    | Italia (bandiera) | C     | Carlo Rigotti (Capitano) |
|    | Italia (bandiera) | C     | Mario Villini            |
|    | Italia (bandiera) | C     | Aldo Vollono             |
|    | Italia (bandiera) | A     | Deo Baldi                |
|    | Italia (bandiera) | A     | Antonio Budini           |
|    | Italia (bandiera) | A     | Renato De Manzano        |
|    | Italia (bandiera) | A     | Rodolfo Ostromann (II)   |
|    | Italia (bandiera) | A     | Piero Pasinati           |
|    | Italia (bandiera) | A     | Giorgio Pitacco          |
|    | Italia (bandiera) | A     | Nereo Rocco              |

## Risultati

### Serie A

#### Andata
| Arbitro: | Garbieri (Genova) |

|  |           |             |
|  | Marcatori | 52’ Vezzani |

| Arbitro: | Galassi (Torino) |

|                              |           |                           |
| Schiavio 21’ Della Valle 45’ | Marcatori | 9’ De Manzano 90’ Pitacco |

| Arbitro: | Guarnieri (Milano) |

|              |           |          |
| Pasinati 82’ | Marcatori | 25’ Volk |

| Arbitro: | Galassi (Torino) |

|                           |           |              |
| Subinaghi 52’ Perotti 63’ | Marcatori | 90’ Pasinati |

| Arbitro: | Barlassina (Novara) |

|                                             |           |                                |
| Ostromann 47’ De Manzano 53’ Castellani 64’ | Marcatori | 80’, 81’ Spivach 86’ Malatesta |

| Arbitro: | Bonello (Venezia) |

|                               |           |             |
| Rocco 23’, 30’ De Manzano 66’ | Marcatori | 41’ Bajardi |

| Arbitro: | Bruna (Venezia) |

|  |           |               |
|  | Marcatori | 8’ De Manzano |

| Arbitro: | Malagodi (Ferrara) |

|  |           |                        |
|  | Marcatori | 73’ Levratto 82’ Notti |

| Arbitro: | Girelli (Verona) |

|            |           |                                   |
| Meazza 13’ | Marcatori | 11’ (aut.) Gasparini 65’ Pasinati |

| Arbitro: | Lenti (Genova) |

|                                    |           |  |
| Castellani 23’ De Manzano 25’, 79’ | Marcatori |  |

| Arbitro: | Bruna (Venezia) |

|  |           |         |
|  | Marcatori | 4’ Aimi |

| Arbitro: | Dani (Genova) |

|  |           |         |
|  | Marcatori | 2’ Orsi |

| Arbitro: | Caironi (Milano) |

|                                                 |           |                      |
| Avalle 27’, 28’ (rig.) Gastaldi 48’ Ferrari 76’ | Marcatori | 8’ (rig.) Castellani |

| Arbitro: | Casetta (Milano) |

|                                     |           |                    |
| Ostromann 20’ De Manzano 22’ (rig.) | Marcatori | 66’ (rig.) Bedendo |

| Arbitro: | Turbiani (Ferrara) |

|                                 |           |              |
| Torriani 48’ Rigotti 54’ (aut.) | Marcatori | 2’ Ostromann |

| Arbitro: | Ciamberlini (Genova) |

|                              |           |               |
| Ostromann 35’ De Manzano 80’ | Marcatori | 84’ Reguzzoni |

| Arbitro: | Melandri (Bologna) |

|                                           |           |             |
| Vojak 18’ (rig.) Fenili 64’ Sallustro 88’ | Marcatori | 82’ Vollono |

#### Ritorno
| Arbitro: | Quilleri (Brescia) |

|                                           |           |             |
| Silano 5’ Libonatti 17’, 50’ Rossetti 55’ | Marcatori | 66’ Rigotti |

| Arbitro: | Rovida (Milano) |

|  |           |            |
|  | Marcatori | 30’ Busini |

| Arbitro: | Garbieri (Genova) |

|                                                             |           |  |
| Bernardini 8’, 25’ Volk 47’ Chini Ludueña 65’ Fasanelli 77’ | Marcatori |  |

| Arbitro: | Mattea (Torino) |

|                                       |           |  |
| Pitacco 5’ Rocco 34’, 52’ Vollono 61’ | Marcatori |  |

| Roma 30 marzo 1930 22ª giornata | Lazio              | 0 – 0 referto | Triestina | Stadio della Rondinella\| Arbitro: \| Guarnieri (Milano) \| |
| Arbitro:                        | Guarnieri (Milano) |               |           |                                                             |

| Arbitro: | Scorzoni (Bologna) |

|                                                                                     |           |  |
| Gazzari 5’ (aut.) Ferraris 17’ Zanello 21’ (rig.), 81’ Bajardi 37’ Santagostino 90’ | Marcatori |  |

| Arbitro: | Caironi (Milano) |

|               |           |  |
| De Manzano 8’ | Marcatori |  |

| Arbitro: | Tassinari (Firenze) |

|                        |           |              |
| Levratto 26’ Notti 89’ | Marcatori | 2’ Ostromann |

| Arbitro: | Garbieri (Genova) |

|           |           |                            |
| Baldi 79’ | Marcatori | 5’ Blasevich 31’ Serantoni |

| Arbitro: | Mattea (Torino) |

|                           |           |  |
| Corsetti 24’ Magnozzi 84’ | Marcatori |  |

| Arbitro: | Lenti (Genova) |

|                                  |           |           |
| Piccaluga 48’ Mazzoni 80’ (rig.) | Marcatori | 76’ Baldi |

| Arbitro: | Rovida (Milano) |

|  |           |                |
|  | Marcatori | 88’ De Manzano |

| Arbitro: | Bonello (Venezia) |

|               |           |  |
| Ostromann 43’ | Marcatori |  |

| Arbitro: | Caironi (Milano) |

|               |           |                                |
| Perazzolo 80’ | Marcatori | 30’ (rig.) Gazzari 35’ Palumbo |

| Arbitro: | Mattea (Torino) |

|                          |           |                      |
| Castellani 41’ Rocco 85’ | Marcatori | 61’ Pomi 80’ Tansini |

| Arbitro: | Lenti (Genova) |

|               |           |                |
| Reguzzoni 90’ | Marcatori | 75’ Castellani |

| Arbitro: | Caironi (Milano) |

|                                          |           |                                |
| De Manzano 9’ Palumbo 15’ Castellani 90’ | Marcatori | 19’, 53’, 65’ Vojak 89’ Perani |

## Statistiche

### Statistiche di squadra
| Competizione | Punti | In casa | In casa | In casa | In casa | In casa | In casa | In trasferta | In trasferta | In trasferta | In trasferta | In trasferta | In trasferta | Totale | Totale | Totale | Totale | Totale | Totale | DR  |
| Competizione | Punti | G       | V       | N       | P       | Gf      | Gs      | G            | V            | N            | P            | Gf           | Gs           | G      | V      | N      | P      | Gf     | Gs     | DR  |
| ------------ | ----- | ------- | ------- | ------- | ------- | ------- | ------- | ------------ | ------------ | ------------ | ------------ | ------------ | ------------ | ------ | ------ | ------ | ------ | ------ | ------ | --- |
| Serie A      | 28    | 17      | 7       | 3       | 7       | 26      | 21      | 17           | 4            | 3            | 10           | 16           | 38           | 34     | 11     | 6      | 17     | 42     | 59     | -17 |

### Statistiche dei giocatori[4]
| Giocatore         | Serie A  | Serie A |
| Giocatore         | Presenze | Reti    |
| ----------------- | -------- | ------- |
| D. Baldi          | 10       | 2       |
| A. Bonetti        | 31       | -55     |
| A. Budini         | 1        | 0       |
| A. Capitanio      | 17       | 0       |
| B. Castellani     | 26       | 6       |
| G. Cudicini       | 3        | 0       |
| R. De Manzano     | 34       | 11      |
| L. Gazzari        | 34       | 1       |
| B. Katzianka      | 2        | 0       |
| M. Kufersin       | 1        | 0       |
| R. Ostromann (II) | 34       | 6       |
| C. Palumbo        | 11       | 2       |
| P. Pasinati       | 32       | 3       |
| G. Pitacco        | 18       | 2       |
| R. Plemich (II)   | 1        | 0       |
| I. Righetti       | 28       | 0       |
| C. Rigotti        | 32       | 1       |
| N. Rocco          | 19       | 5       |
| S. Stoian         | 3        | -4      |
| M. Villini        | 26       | 0       |
| A. Vollono        | 11       | 2       |